# Saint-Laurent-sous-Coiron
 Saint-Laurent-sous-Coiron  là một xã ở tỉnh Ardèche, vùng Auvergne-Rhône-Alpes ở đông nam nước Pháp.